# Mychajło Siengalewycz
Mychajło Siengalewycz, ukr. Михайло Сенгaлевич, pol. Michał Sięgalewicz albo Siengalewicz, także Schilling-Sięgalewicz (ur. 1823 ? – zm. 29 grudnia 1894, we Lwowie), duchowny greckokatolicki, poseł do austriackiej Rady Państwa
Duchowny greckokatolicki, w 1847 uzyskał święcenia kapłańskie. W l. 1848-1849 wikary w parafii gr.-kat. w Śniatyniu Następnie kapelan i spowiednik arcybiskupa lwowskiego  Mychajło Lewickiego (1850-1854). Był od 1855 do 1973 proboszczem parafii w Rosochaczu w pow. kołomyjskim oraz vice-dziekanem (1865) i dziekanem żukowskim (1866-1873). Radca i kanclerz (1873-1883), następnie scholastyk (1883-1887) gr.-kat. Konsystorza Metropolitarnego we Lwowie, od 1887 aż do śmierci archiprezbiter (proboszcz) kapituły archidiecezji lwowskiej. Od 1885 prałat honorowy Jego Świątobliwości.
Poseł do austriackiej Rady Państwa VII kadencji (22 września 1885 – 23 stycznia 1891) wybrany w kurii IV (gmin wiejskich) w okręgu wyborczym nr 16 (Kałusz-Wojniłów-Dolina-Bolechów-Bóbrka-Chodorów). W wyborach w 1885 roku pokonał radykalnego kandydata ruskiego Juliana Romanczuka. Zwycięstwo Siengalewicza popartego przez metropolitę Sylwestra Sembratowycza, rozczarowało kręgi moskalofilskie, ponieważ był on w kościele greckokatolickim przeciwnikiem prawosławia i miał pojednawczy stosunek do Polaków. W parlamencie był członkiem Klubu Ruskiego (Klub der Ruthenen).